# Siège de Langres
Guerre franco-prussienne
Batailles
- Chronologie de la guerre franco-prussienne de 1870
- Sarrebruck (08-1870)
- Wissembourg (08-1870)
- Forbach-Spicheren (08-1870)
- Wœrth (08-1870)
- Bitche (08-1870)
- Phalsbourg (08-1870)
- Borny-Colombey (08-1870)
- Strasbourg (08-1870)
- Mars-la-Tour (08-1870)
- Toul (08-1870)
- Gravelotte (08-1870)
- Metz (08-1870)
- Nouart (08-1870)
- Beaumont (08-1870)
- Noisseville (08-1870)
- Sedan (08-1870)
- Montmédy (09-1870)
- Soissons (09-1870)
- Siège de Paris et chronologie du siège (09-1870)
- Nompatelize (10-1870)
- Bellevue (10-1870)
- Châtillon (10-1870
- Châteaudun (10-1870)
- Buzenval (10-1870)
- Bourget (10-1870)
- Dijon (10-1870)
- Belfort (11-1870)
- La Fère (11-1870)
- Langres (11-1870)
- Bouvet et Meteor (navale) (11-1870)
- Coulmiers (11-1870)
- Thionville (11-1870)
- Châtillon-sur-Seine (11-1870)
- Villers-Bretonneux (11-1870)
- Beaune-la-Rolande (11-1870)
- Champigny (11-1870)
- Orléans (12-1870)
- Loigny (12-1870)
- Châteauneuf (12-1870)
- Beaugency (12-1870)
- Longeau (12-1870)
- l’Hallue (12-1870)
- Siège de Péronne (1871)
- Bapaume (01-1871)
- Villersexel (01-1871)
- Le Mans (01-1871)
- Héricourt (01-1871)
- Saint-Quentin (01-1871)
- Buzenval (01-1871)

Le siège de Langres également appelé défense de Langres est un épisode de la Guerre franco-allemande de 1870 qui se déroula de novembre 1870 à janvier 1871.

## Contexte historique
Au début de la guerre franco-prussienne de 1870, Langres est une place de guerre qui barre la route de Bâle à Paris et qui contrôle le nœud ferroviaire de Chalindrey. Une ceinture de forts détachés est en cours de construction. 
Le 2 septembre 1870 une petite colonne de 1 500 hommes environ, formée de mobiles de la Haute-Marne et des Vosges et de deux compagnies du 50e de ligne est dirigée par chemin de fer, sur Neufchâteau, et de là, à pied, sur Vaucouleurs, où elle surprend un détachement d'étapes et capture 40 hommes dont 3 officiers.
Après la disparition de l'armée Française lors du désastre de Sedan et la proclamation de la République, le gouvernement de la Défense nationale eut cependant l'heureuse idée de constituer quelques centres de rassemblement et d'organisation de troupes, et d'y faire affluer des contingents qui devaient
former les noyaux d'agglomérations postérieurement plus importantes, destinés à remplacer l'armée disparue. C'est ainsi qu'à Épinal, où se trouvaient un certain nombre d'officiers de toutes armes échappés de Sedan, on réunit dans les premiers jours de septembre cinq à six bataillons de mobiles, un corps de 1 200 volontaires alsaciens-lorrains connu sous le nom de « Bataillon franc des Vosges », et le bataillon des mobiles de la Meurthe ramené de Lunéville. Ces troupes n'étaient armées que de fusils médiocres, à tabatière (en) ou à piston, et plus mal équipées encore. 
Le 15 septembre 1870 la défense de la place est confiée au général de cavalerie Arbellot.
Après la capitulation de Metz, le 27 octobre 1870, les Prussiens occupent le Sud de la Lorraine et de la Champagne à l'exception de Langres. Afin de ravitailler les troupes positionnées au Sud de Paris, ils utilisent la voie ferrée Saint-Dizier - Chaumont - Châtillon-sur-Seine. 
En novembre la garnison, mal équipée, mal armée, mal chaussée, compte 12 000 hommes dont une moitié seulement est apte à soutenir un combat. 
Du 16 au 20 novembre, une division allemande teste la défense de la ville, se retire en l'encerclant, néanmoins, à distance convenable et au moment où une épidémie de variole se développe dans la cité.
Tant qu'elle n'était pas assiégée, la place avait deux missions : 
1. Harceler les communications allemandes
2. Conserver une liberté de mouvement au-delà des avant-postes et créer l'insécurité en profondeur.

## Sièges, combats et défenses de Langres

### Garnison
La garnison se composait de :
- 50e régiment d'infanterie de ligne : 4 500 hommes
- 13e régiment d'infanterie de ligne : 162 hommes
- 10e régiment d'infanterie de ligne : 137 hommes
- 56e régiment provisoire (mobiles de la Haute-Marne) : 2 738 hommes
- 97e régiment provisoire (mobiles de la Haute-Savoie) : 2 527 hommes
- Dépôt des mobiles de la Meurthe : 242 hommes
- Dépôt des mobiles des Vosges : 370 hommes
- Mobiles de l'Hérault : 180 hommes
- 12e régiment d'artillerie : 325 hommes
- Artillerie de l'Hérault : 167 hommes
- Artillerie de l'Ille-et-Vilaine : 151 hommes
- Artillerie des Alpes-Maritimes : 308 hommes
- Artillerie de la Haute-Marne : 330 hommes
- Trois légions des gardes nationaux mobilisés de la Haute-Marne : 3 200 hommes
- 1er régiment du génie : 143 hommes
- Génie auxiliaire : 120 hommes

Le 15 janvier 1871 1 200 hommes de la 2e brigade de l'armée des Vosges (troupes de Garibaldi) viennent renforcer la garnison.

### Novembre-décembre 1870
Les 13, 14 et 15 novembre, les prussiens avaient essayés quelques reconnaissances entre Langres et Chaumont. 
Le 16 novembre au matin, une compagnie du 2e bataillon du 56e régiment provisoire (mobiles de la Haute-Marne), est attaquée par une colonne prussienne de 3 000 hommes, débouchant du village de Bannes.  La compagnie résista tandis qu'une compagnie du 13e régiment de ligne arrivait à son secours. 
Pendant ce temps une autre partie de la colonne prussienne tentait de s'établir dans le village de Peigney, mais délogée par les batteries du fort de Peigney, elle se repliait entraînant avec elle d'autres colonnes qui, après avoir pris position aux villages de Champigny, Jorquenay et Humes, n'avaient pu tenir contre le feu des batteries.
Le 20 novembre, les têtes de colonne du Xe corps allemand, dont une brigade mixte, commandée par le général de Kraatz avait été laissée à Chaumont, atteignaient Montargis où elles étaient renforcées par six escadrons de cavalerie hessoise venant du XIe corps. Le général de Kraatz recevait l'ordre de ne garder devant Langres que deux bataillons, une batterie et deux escadrons.
 Le semblant d'attaque du 16 novembre avait de la part des prussiens un double but : s'assurer de l'état de défense de la place et attaquer si les chances paraissaient favorables, où dans le cas contraire, occuper la garnison.
En effet, arrivé à Neufchâteau le 10 novembre, le gros de l'armée prussienne qui marchait sur Orléans par Chaumont et Châtillon, avait craint de trouver sur sa route, non pas une armée capable de lui  livrer bataille, mais des corps séparés, pouvant attaquer ses avant-postes et ses convois. Il lui fallait donc, avant de traverser Chaumont, détourner l'attention de la garnison de Langres, soit en commençant un siège, soit en le simulant, si les chances de succès paraissaient douteuses.
Une colonne de 3 000 hommes s'avança donc sur la ville, tandis que le reste des troupes, assuré de ne pas rencontrer d'obstacle, traversait Chaumont.
À partir de ce moment Neufchâteau, Chaumont et Châteauvillain furent occupés par des garnisons prussiennes. Ces garnisons étaient destinées à garder la ligne de communication et la voie ferrée dont les trois ponts détruits entre Balesmes et Chaumont étaient promptement réparés.
La garnison de Langres reprit ses positions à Marac, Dampierre et Montigny. Langres se trouva investi à distance, par les colonnes s'avançant vers le sud, d'un côté par Balesmes et Chaumont, de l'autre par Épinal, Vesoul, Gray et Dijon. La mission de la place devenait dès lors d'inquiéter l'ennemi dans ses réquisitions, prendre ses convois, couper ses communications, jeter l'alarme dans les garnisons qui gardaient la ligne du chemin de fer de manière à l'obliger à immobiliser le plus grand nombre d'hommes possible.
Pour obtenir ce résultat les mobiles du 56e régiment provisoire (mobiles de la Haute-Marne) et les bataillons de la Haute-Savoie furent les fers de lance, de combats de partisans.
Le 24 novembre une section surprend à Sacquenay une patrouille de cavalerie prussienne, et lui tue 4 hommes. Poussant la reconnaissance en avant vers Lux, elle rencontre une colonne de 200 hommes. Bien que la section n'en comptât que 18, elle ouvre le feu et ne se retire après avoir mis 32 hommes hors de combat.
Le 2 décembre une section s'est avancée dans le département des Vosges. Elle a rencontré à Vittel un convoi ennemi accompagné de cavaliers et de fantassins. Aux premiers coups de feu
les cavaliers ont pris la fuite et le convoi a cherché à se diriger sur Contrexéville, mais la section des fantassins ont fait résistance, mais la section est revenue avec 15 prisonniers dont un officier.
Le même jour une reconnaissance dont l'objectif était la voie ferrée de Chaumont à Châtillon surprend à Bricon un détachement ennemi occupé à réparer la voie. Ils ont tué 2 hommes et fait 5 prisonniers; le reste du détachement a pris la fuite.
Le 5 décembre, la 4e compagnie des voltigeurs du 56e provisoire, s'avançant jusqu'à Combeaufontaine, capture et ramène un convoi entier de 27 voitures.
Le 6 décembre, 64 prussiens qui opéraient une réquisition à Nogent, furent surpris par une section de la 1re compagnie des voltigeurs de la Haute-Savoie qui s'est élancée à la baïonnette sur l'ennemi qui a pris la fuite laissant dix blessés et deux prisonniers.
Le 6 décembre, l'ennemi a fait un retour offensif sur Nogent avec 500 hommes et 2 pièces d'artillerie. Les 3 comp
l'ont obligé à se retirer. agnies de voltigeurs de la Haute-Savoie, soutenues par une compagnie du bataillon du Gard, envoyée pendant la nuit, ont reçu l'ennemi avec un feu nourri et l'ont obligé à se retirer. 
Dans la nuit du 8 au 9 décembre, une section d'artilleurs renforcée de quatre compagnies de voltigeurs du 56e provisoire, attaque pendant la nuit la garnison de Châteauvillain. durant ce coup de main, les 2 compagnies de voltigeurs ont eu 3 tués, 13 blessés, 2 disparus et l'ennemi a perdu 64 hommes.
Le 12 décembre une nouvelle colonne prussienne s'est présentée devant Nogent où il n'y avait que 60 hommes, qui ont fait une héroïque résistance. Devant des forces cinq fois supérieures et le bombardement, ils finissent par battre en retraite. 
Le même jour, une reconnaissance du 50e de ligne rencontre à Chassigny une patrouille de cavalerie. Elle lui tue un homme et la patrouille prend la fuite. A cette même date, une colonne de 2 000 hommes composée de troupe du 50e de ligne et de 3 bataillons du 56e provisoire et de 4 pièces d'artillerie, quittent Langres pour effectuer une reconnaissance à Longeau. Ils sont attaqués à l'improviste par une forte colonne et doivent se replier sur la ligne des forts, ayant perdu 150 hommes et 2 canons.
Le 25 décembre, un sabotage fait dérailler un train.
Pendant qu'on opérait ainsi aux environs de la ville, de petites expéditions en partaient presque chaque jour, s'écartant à de plus grandes distances et cherchant à capturer les convois ennemis. En quinze jours les approvisionnements de la ville s'étaient accrus des prises suivantes faites sur l'ennemi :
- 420 hectolitres de blé,
- 2 quintaux de farine,
- 116 quintaux de sel,
- 27 hectolitres de vin,
- 57 quintaux d'avoine,
- de nombreuses caisses de sucre et des sacs de café.

Ces prises, qui se renouvelaient en dépit de la surveillance exercée par l'ennemi, l'inquiétèrent et le blocus de Langres fut décidé.

### Janvier 1871
Le 6 janvier les allemands occupent les villages de Luzy et de Foulain situés au nord de Langres et avait aussi renforcé les garnisons de Châteauvillain et de Veuxhaulles.
Le 12 janvier, une reconnaissance est lancée jusqu'à Foulain, par le 50e de ligne.
Les 13 14 janvier, plusieurs compagnies des mobiles de la Haute-Savoie sont attaqués dans leurs cantonnements à Vesaignes, Marac et Rolampont. Aguerris par deux mois de campagne, les bataillons de mobiles de la Haute-Marne, du Gard et de la Haute-Savoie repoussent, du 14 au 28 janvier 1871 plusieurs attaques sur les avant-postes.
Le 15 janvier, les mobiles de la Haute-Marne opèrent une reconnaissance sur Poulangy, Foulain et Louvières.
Le 16 janvier, informé que la 2e brigade de l'armée des Vosges, traînant à sa suite un convoi d'artifice, était poursuivie par l'ennemi et cherchait à gagner Langres, cinq compagnies sont envoyées à sa rencontre. Envoyées sur Chalindrey elles parviennent, malgré la nasse prussienne, sauver le convoi en le faisant passer par Balesmes-sur-Marne. Les prussiens ayant appris que le convoi qu'ils comptaient capturer avait passé, ils se retirent en reprenant la direction de la Haute-Saône. Dans la nuit une compagnie de voltigeurs de la Haute-Savoie attaque des ulhans préposés à la garde d'un convoi. Elle ramène à Langres 23 voitures chargées de 31 chevaux et 12 prisonniers dont deux officiers.
Le 17 janvier, un parlementaire vient demander la reddition de la place. Ce même jour des échanges de canonnade et de mousqueterie ont lieu à Bourg.
Le 18 janvier, les allemands, tournent Langres par l'ouest et se maintiennent au nord. Ce mouvement donne lieu à de petits engagements à Faverolles, Humes et Rolampont, tandis qu'une reconnaissance est envoyée à Brennes. 
Le 19 janvier le gros de la colonne ennemie prend position au nord-ouest de la place, à cheval sur la route de Langres à Arc-en-Barrois, tandis que le reste occupe le village de Rolampont sur la route de Chaumont.
Le 20 janvier dans une escarmouche d'avant-postes, 28 allemands sont mis hors de combat. Le 21 janvier l'occupant opère des réquisitions en dehors du rayon d'action de la place, et le 22 il pousse une reconnaissance à l'est jusqu'à Montigny. Le 23 il quitte ses positions sur la route de Langres à Arc et s'étend vers Neuilly qu'il occupe dans la nuit du 23 au 24. Une sortie de la garnison amène un engagement de peu de durée. Le 24 l'ennemi continue ses excursions vers l'est. Il paraît avoir pour but de faire le vide autour de la place pour diminuer ses ressources, pendant qu'il force à rentrer dans les murs, les petits détachements qui depuis quelque temps allaient au loin s'emparer de ses convois et menacer ses communications.
 Le mouvement du général Bourbaki marchant sur Besançon et Belfort, menaçant les lignes de communication et les derrières de l'armée du général de Werder, força celui-ci à se retirer vers Vesoul. Cette retraite entraîna le départ de la colonne qui depuis le 16 décembre bloquait la place de Langres.
Le 21 janvier les avant-postes allemand sont attaqués à Foulain.
Le 23 janvier les postes allemand de Vaillant, Prauthoy Germaines sont attaqués.
Le 25 janvier une section du 50e de ligne attaque dans Esnoms un détachement ennemi qui conduit 60 prisonniers français, qui sont délivrés. 
Le 28 janvier les mobiles entreprennent un coup de main sur le village de Prauthoy. Dans cet ultime combat de la place de Langres (appelé par les Allemands « surprise de Prauthoy ») avant l'armistice du 31 janvier, les Prussiens perdent 5 officiers et 77 sous-officiers et soldats tués ou blessés.

## Bilan
En plus d'avoir fixé des troupes prussiennes, les troupes françaises avaient ramené en janvier dans la ville 40 chevaux et 148 prisonniers dont 4 officiers.
La résistance de Langres à l'invasion a épargné les charges de l'occupant à vingt-six communes [réf. nécessaire].